# ベルナウ・バイ・ベルリン

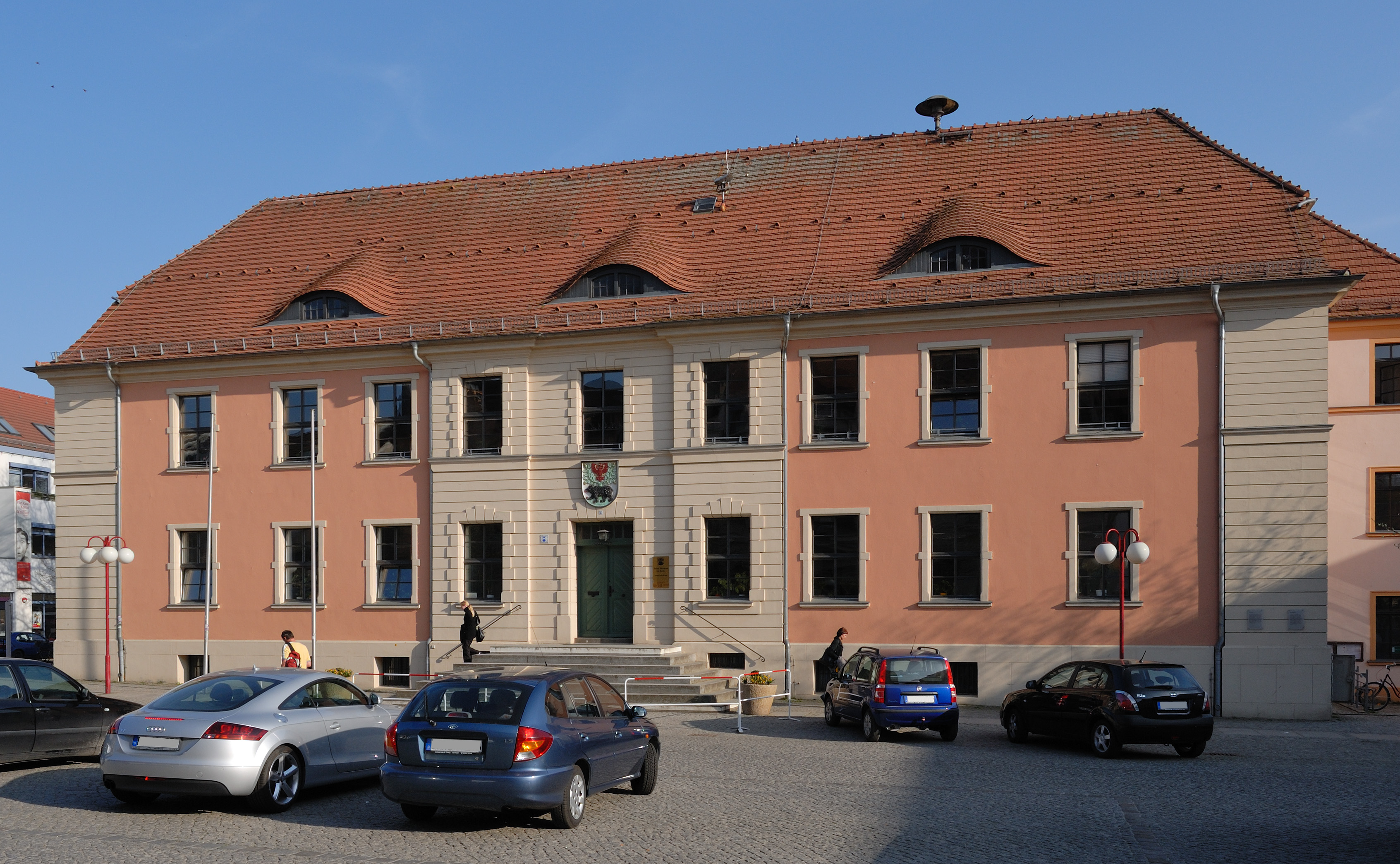
市庁舎

ベルナウ・バイ・ベルリン（Bernau bei Berlin、通称ベルナウ）はドイツ連邦共和国ブランデンブルク州のバルニム郡に属する都市。

## 地理
ベルリンの近郊に位置している。ベルリンとはベルリンSバーン、レギオナルエクスプレス、レギオナルバーンなどの鉄道網や、アウトバーンA11などの道路網が発達しており、ベッドタウンとして人口が増加している。
ベルナウの都市部に水源をもつパンケ川が流れ、ベルリンでシュプレー川に注いでいる。